# Ipomoea trifida
Espèce
Statut de conservation UICN

 LC  : Préoccupation mineure
Ipomoea trifida est une espèce de plantes dicotylédones de la famille des Convolvulaceae, originaire du  continent américain.
Ipomoea trifida est l'une des 13 espèces sauvages classées dans la série Batatas (Ipomoea subg. Eriospermum Sect. Eriospermum). Cette espèce est un parent sauvage de la patate douce (Ipomoea batatas) qui forme un complexe polyploïdique allant de formes diploïdes (2n = 2x = 30) à des formes hexaploïdes (2n = 6x = 90). Ipomoea trifida et la patate douce sont étroitement liées car leur croisements sont compatibles. Les données génétiques moléculaires et cytogénétiques confirment également la relation étroite qui existe entre ces deux espèces.

## Description
Ipomoea trifida est une plante herbacée annuelle, grimpante, volubile, aux tiges  ramifiées, glabre ou poilue. Les feuilles, de  2,4 à 9,5 cm de long sur  2 à 5,7 cm de large, sont ovales, subtrilobées ou trilobées,  à sommet obtus à acuminé.
L' inflorescence regroupe de 1 à 9 (15) fleurs.
Le  calice a des sépales inégaux, de 7 à 10 mm de long, elliptiques ou étroitement elliptiques, apiculés, scarieux, souvent ciliés, glabres ou poilus. Les sépales extérieurs étant plus courts que les intérieurs.  La corolle infundibuliforme, de 2,2 à 3,8 cm de long, est de couleur lilas à violet, avec le tube plus pâle à l'extérieur. Le fruit est une capsule subglobuleuse, biloculaire, de 4 à 6 mm de haut, renfermant 4 graines. celles-ci, de 3 à 4 mm de long, sont subglobuleuses ou triquètres, glabres, brillantes.

## Distribution
L'aire de répartition d’Ipomoea trifida s'étend du Sud de l'Amérique du Nord au Nord de l'Amérique du Sud. On la rencontre depuis le Nord-Est et l'Est du Mexique, dans la dépression du río Balsas, les parties basses de la Sierra Madre del Sur et sur la côte, dans les États de Sinaloa, San Luis Potosí, Querétaro, Nayarit, Jalisco, Colima, Michoacán, México, Morelos, Puebla, Veracruz, Guerrero, Oaxaca, Tabasco et Chiapas, jusqu'au Antilles et au Brésil.

## Habitat
L'espèce croît dans les zones perturbées de forêt tropicale caducifoliée et à l'occasion dans les encinares (chênaies). On l'a observée à des altitudes allant du niveau de la mer à 1500 mètres. Elle fleurit de septembre à décembre.

## Taxinomie

### Synonymes
Selon The Plant List (28 septembre 2019) :
- Convolvulus trifidus Kunth

- Ipomoea confertiflora Standl.
- Ipomoea radicans Blume

### Liste des variétés
Selon Tropicos (28 septembre 2019) (Attention liste brute contenant possiblement des synonymes) :
- Ipomoea trifida var. berlandieri A. Gray
- Ipomoea trifida var. torreyana A. Gray
- Ipomoea trifida var. trifida
- Ipomoea trifida var. ymalensis House